# Yuanyang
El yuanyang, a veces transcrito de acuerdo a la pronunciación cantonesa yuenyeung, yinyong o yingyong, es una bebida popular en Hong Kong hecha de una mezcla de café y té con leche al estilo de Hong Kong. Se servía originalmente en los dai pai dongs (tiendas de alimentación al aire libre) y cha chaan tengs (cafeterías), pero actualmente está disponible en varios tipos de restaurantes. Puede servirse frío o caliente. El nombre yuanyang, que alude al pato mandarín, es un símbolo del amor conyugal en la cultura china, ya que estas aves suelen aparecer en parejas y los machos y hembras tienen aspectos muy diferentes. La misma connotación de «pareja» de dos cosas poco parecidas se usa para nombrar esta bebida.